# Saed Díaz
Saed Ismael Díaz De León (Ciudad de Panamá, Panamá; 23 de junio de 1999) es un futbolista panameño. Juega de delantero y su equipo actual es el San Antonio Fútbol Club de la Serie B de Ecuador.

## Selección nacional
Díaz fue internacional a nivel juvenil por la selección sub-20 de Panamá y junto a su selección logró clasificar a la Copa Mundial de Fútbol Sub-20 de 2019. Sin embargo, una lesión de meniscos lo dejó fuera de la cita mundialista.

### Participaciones en selección nacional
| Copa                   | Categoría | Sede           | Resultado    | Partidos | Goles |
| ---------------------- | --------- | -------------- | ------------ | -------- | ----- |
| Campeonato Sub-20 2018 | Sub-20    | Estados Unidos | Tercer lugar | 4        | 4     |

## Estadísticas
Actualizado al último partido disputado el 15 de agosto de 2024.
| Club                                 | Div.          | Temporada     | Liga  | Liga  | Copas nacionales | Copas nacionales | Copas internacionales | Copas internacionales | Total | Total |
| Club                                 | Div.          | Temporada     | Part. | Goles | Part.            | Goles            | Part.                 | Goles                 | Part. | Goles |
| ------------------------------------ | ------------- | ------------- | ----- | ----- | ---------------- | ---------------- | --------------------- | --------------------- | ----- | ----- |
| Tauro FC · Panamá                    |               |               |       |       |                  |                  |                       |                       |       |       |
| 1.ª                                  | 2017-18       | 2             | 0     | -     | -                | 0                | 0                     | 2                     | 0     |       |
| Total club                           | Total club    | 2             | 0     | 0     | 0                | 0                | 0                     | 2                     | 0     |       |
| Bethlehem Steel Estados Unidos       |               |               |       |       |                  |                  |                       |                       |       |       |
| 2.ª                                  | 2019          | 9             | 0     | -     | -                | -                | -                     | 9                     | 0     |       |
| Total club                           | Total club    | 9             | 0     | 0     | 0                | 0                | 0                     | 9                     | 0     |       |
| Philadelphia Union II Estados Unidos |               |               |       |       |                  |                  |                       |                       |       |       |
| 2.ª                                  | 2020          | 3             | 0     | -     | -                | -                | -                     | 3                     | 0     |       |
| Total club                           | Total club    | 3             | 0     | 0     | 0                | 0                | 0                     | 3                     | 0     |       |
| Tauro FC · Panamá                    |               |               |       |       |                  |                  |                       |                       |       |       |
| 1.ª                                  | 2020          | 7             | 0     | -     | -                | 0                | 0                     | 7                     | 0     |       |
| 1.ª                                  | 2021          | 19            | 3     | -     | -                | -                | -                     | 19                    | 3     |       |
| Total club                           | Total club    | 26            | 3     | 0     | 0                | 0                | 0                     | 26                    | 3     |       |
| CD Universitario · Panamá            |               |               |       |       |                  |                  |                       |                       |       |       |
| 1.ª                                  | 2022          | 0             | 0     | -     | -                | -                | -                     | 0                     | 0     |       |
| Total club                           | Total club    | 0             | 0     | 0     | 0                | 0                | 0                     | 0                     | 0     |       |
| Tauro FC · Panamá                    |               |               |       |       |                  |                  |                       |                       |       |       |
| 1.ª                                  | 2022          | 7             | 1     | -     | -                | 1                | 0                     | 8                     | 1     |       |
| Total club                           | Total club    | 7             | 1     | 0     | 0                | 1                | 0                     | 8                     | 1     |       |
| Herrera FC · Panamá                  |               |               |       |       |                  |                  |                       |                       |       |       |
| 1.ª                                  | 2023          | 17            | 2     | -     | -                | -                | -                     | 17                    | 2     |       |
| Total club                           | Total club    | 17            | 2     | 0     | 0                | 0                | 0                     | 17                    | 2     |       |
| San Antonio FC · Ecuador             |               |               |       |       |                  |                  |                       |                       |       |       |
| 2.ª                                  | 2024          | 1             | 0     | -     | -                | -                | -                     | 1                     | 0     |       |
| Total club                           | Total club    | 1             | 0     | 0     | 0                | 0                | 0                     | 1                     | 0     |       |
| Total carrera                        | Total carrera | Total carrera | 65    | 6     | 0                | 0                | 1                     | 0                     | 66    | 6     |

## Palmarés

### Títulos nacionales
| Título           | Club     | País   | Año    |
| ---------------- | -------- | ------ | ------ |
| Primera División | Tauro FC | Panamá | 2021-C |